# Ochotnicza Straż Pożarna w Podegrodziu
Ochotnicza Straż Pożarna w Podegrodziu – jednostka OSP, działająca na terenie gminy Podegrodzie. Jedna z najstarszych jednostek na Sądecczyźnie, powstała w 1883 roku. Zrzeszona w KSRG. Odznaczona Złotym Znakiem Związku Ochotniczych Straży Pożarnych Rzeczypospolitej Polskiej.

## Historia
Inicjatorem powstania jednostki był Tomasz Ciągło, ówczesny naczelnik gminy. W 1883 roku razem z Józefem Maciuszkiem, Józefem Konstantym, Jakubem Ciapałą i Władysławem Szelcem założył straż pożarną. Pierwszym naczelnikiem był Władysław Szelec. Następnie, po nim jednostce przewodzili: Jakub Ciapała, Jan Łatka, Stanisław Czernkowski, Jan Maciuszek, Wojciech Migacz, Wojciech Samek. Natomiast prezesem od roku 1889 był Józef Maciuszek, który sprawował tę funkcję przez 24 lata.
Pierwszą pompę ręczną zakupiono w 1883 roku z funduszu gminnego. Służyła ona strażakom do 1932 roku. Beczkowóz konny strażacy kupili w 1911 roku, a w 1932 roku zakupiono nową sikawkę. Wówczas na wyposażeniu druhowie mieli: dwie małe pompy ręczne, drabinę, bosaki, tłumicę, zapasowe węże i drobniejszy sprzęt bojowy. Jednak jego stan nie był najlepszy. Węże często psuły się i niszczyły w czasie akcji, a pieniędzy na zakup nowych nie było.
W czasie I wojny światowej działalność straży częściowo zawieszono. Wielu druhów zostało powołanych do wojska, reszta broniła swojego dobytku. Dopiero, gdy w 1917 roku z wojska powrócił Józef Migacz, zajął się organizacją straży, przy okazji zostając jej naczelnikiem.
W latach okupacji hitlerowskiej straż istniała, ale jej komendantami byli obywatele niemieccy. Normalna działalność druhów była ograniczona, zmuszano ich do pełnienia dyżurów w dzień i w nocy, zwłaszcza w okresie żniw. Podegrodzcy strażacy brali czynny udział w 1940 roku ruchu oporu na terenie gminy oraz w strażackim ruchu oporu.
Po II wojnie światowej straż została zreorganizowana, a na wyposażenie trafił nowocześniejszy sprzęt motorowy. Pierwszy samochód strażacy otrzymali od komendy wojewódzkiej Straży Pożarnych w Krakowie, w 1955 roku. Był to Star 20. Oprócz niego, podegrodzcy strażacy posiadali dwa pojazdy, a jeden z nich, Opel Blitz, zaadaptowano na beczkowóz.
Strażacy remizę, która służyła im od powstania do 1947 roku. Była to drewniana szopa, znajdująca się w miejscu, gdzie stoi dzisiejsza remiza. Po wojnie druhowie chwilowo zajmowali budynek byłej Kasy Stefczyka. W latach 1951–1953 wybudowana nową siedzibę. Posiadała dwa garaże, magazyn na sprzęt i kancelarię, a na poddaszu świetlicę ze sceną. Wkrótce podjęto decyzję o powiększeniu obiektu. Rozbudowa zaczęła się i skończyła w 1971 roku. Znalazły się w niej istniejące już dwa garaże, pomieszczenia na sprzęt, mała sala, kotłownia, kuchnia, kancelaria i dwa pokoje. Budynek dodatkowo zaopatrzono w centralne ogrzewanie i kanalizację. Od września 1973 roku na piętrze remizy znajdywało się przedszkole, które mieści się tam do dziś.
W 1995 roku zakupiono i dostosowano samochód pożarniczy Star 200, który zastąpił Stara A26. W 2001 roku jednostka została włączona do KSRG. W tym samym roku, zakupiono i dostosowano samochód Kamaz.
W roku 2002 rozpoczęto rozbudowę remizy.
W 2008 roku jednostka obchodziła 125-lecie. Z tej okazji Związek OSP RP nadał podegrodzkiej straży Złoty Znak Związku Ochotniczych Straży Pożarnych Rzeczypospolitej Polskiej.

## Zarząd
- Prezes: Sylwester Ciągło
- Naczelnik: Łatka Robert
- Zastępca Prezesa: Zenon Szewczyk
- Skarbnik: Grzegorz Zygmunt
- Sekretarz: Jerzy Pietruszka
- Członkowie zarządu: Jerzy Pietruszka, Bronisław Zieliński,
- Gospodarz: Wiesław Świechowski

## Wyposażenie
Jednostka posiada na wyposażeniu samochody: podstawowy sprzęt ratunkowo-gaśniczy (np. nosze, apteczki, aparaty tlenowe, kombinezony, radiotelefony itd.), pompy szlamowe, motopompy, agregat prądotwórczy, piły (do drewna, betonu, stali) oraz samochody z pełnym wyposażeniem: Kamaz GCBAM 6/16,Land Rover Discovery SLRR, Man TGM 13.280/13.330 4x4.